# Trichoniscus riparius
Trichoniscus riparius là một loài chân đều trong họ Trichoniscidae. Loài này được Semenkewitsch miêu tả khoa học năm 1931.